# Pomnik Leszka Białego w Marcinkowie Górnym
Pomnik Leszka Białego w Marcinkowie Górnym – pomnik konny wzniesiony w tradycyjnym miejscu śmierci księcia Leszka Białego w 1227. Stoi on przy drodze lokalnej, obok Dworu Marcinkowo Górne, około 2 kilometry na południe od Gąsawy.

## Lokalizacja

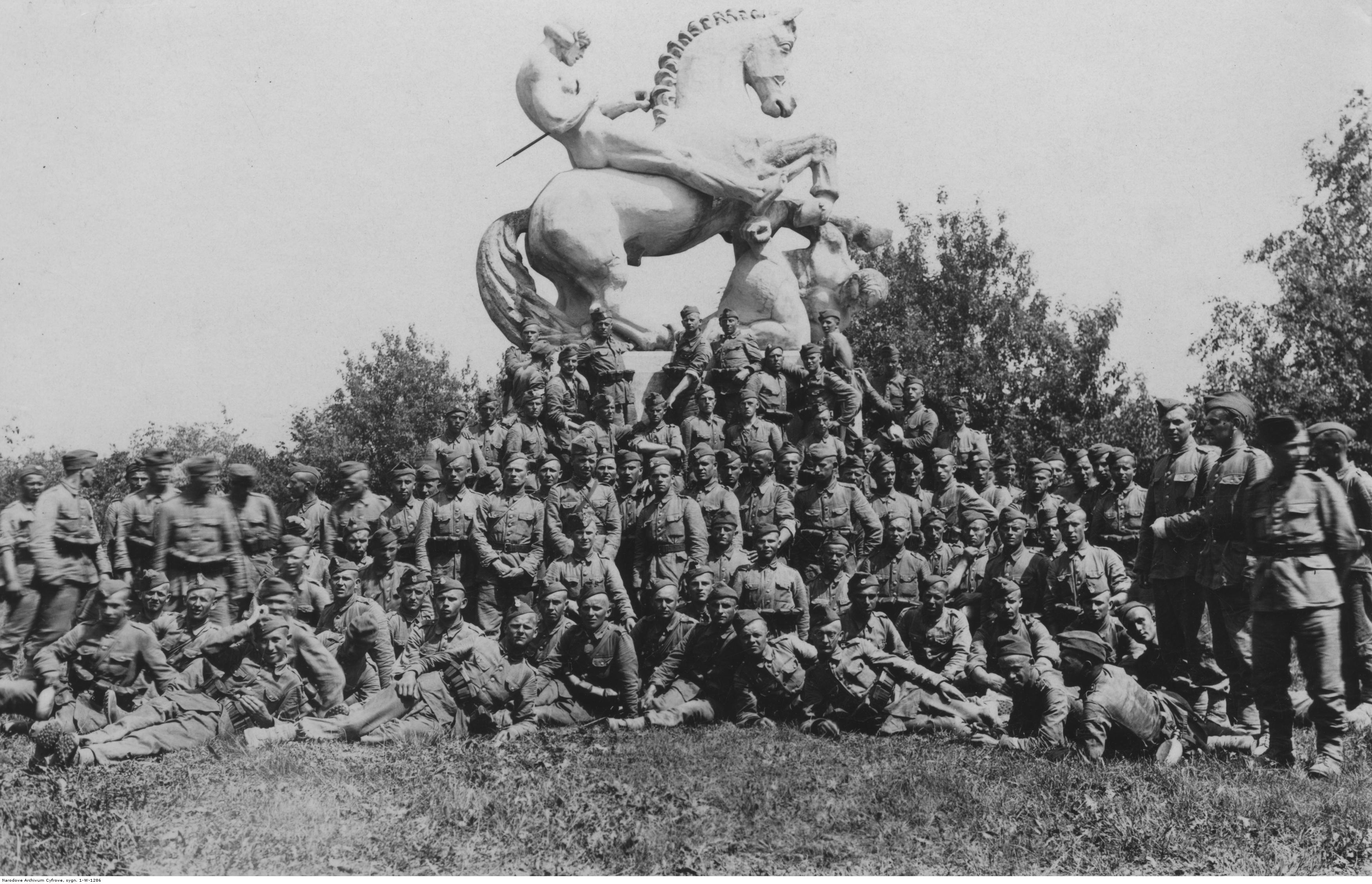
Żołnierze 69 pułku piechoty przy oryginalnym pomniku Leszka Białego w Marcinkowicach, 15 czerwca 1937 r.

W połowie XIX wieku, na polu pomiędzy Gąsawą a Marcinkowem Górnym, właściciele majątku marcinkowskiego, rodzina Tuchołków, postawiła żelazny krzyż. Krzyż ten został usunięty przez Niemców. W roku 1927, w 700-lecie tragicznej śmierci Leszka Białego, wzniesiono pomnik, którego autorem był Jakub Juszczyk z Krakowa. Pomnik ten został zniszczony podczas II wojny światowej.
Odbudowany w roku 1973 obecny pomnik jest odtworzeniem pierwotnego. Wierna kopia zniszczonego pomnika wykonana została przez bydgoskiego rzeźbiarza Rudolfa Rogatty.

## Opis
Leszek Biały przedstawiony jest nago na koniu, ze strzałą wbitą w plecy. W nawiązaniu do przydomka księcia, betonowy posąg jest pomalowany na biało.